# San Luis de Gaceno

Localização de San Luis de Gaceno no departamento de Boyacá.

San Luis de Gaceno é um município no departamento de Boyacá, na Colômbia.